# Pol-e Dokhtar (Pol-e Dokhtar)
Pol-e Dokhtar is een antieke brug in het westen van Iran. Ze ligt ten noorden van de stad Pol-e Dokhtar in het district Pol-e Dokhtar in de provincie Lorestan.
De brug is grotendeels verwoest. Slechts enkele overspanningen aan de uiteinden van de brug resteren nog samen met delen van de meeste kolommen waar de brug op rustte.

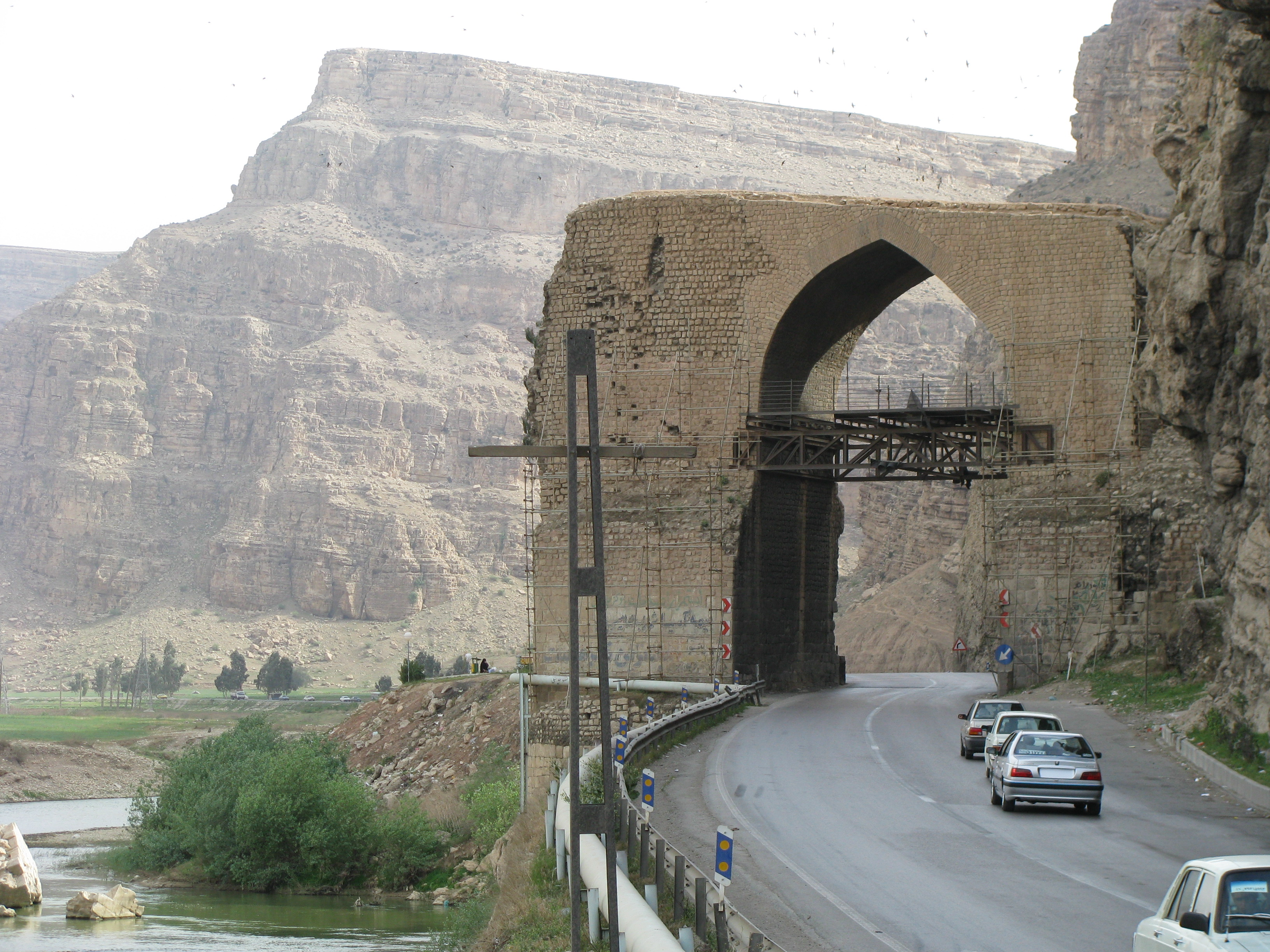
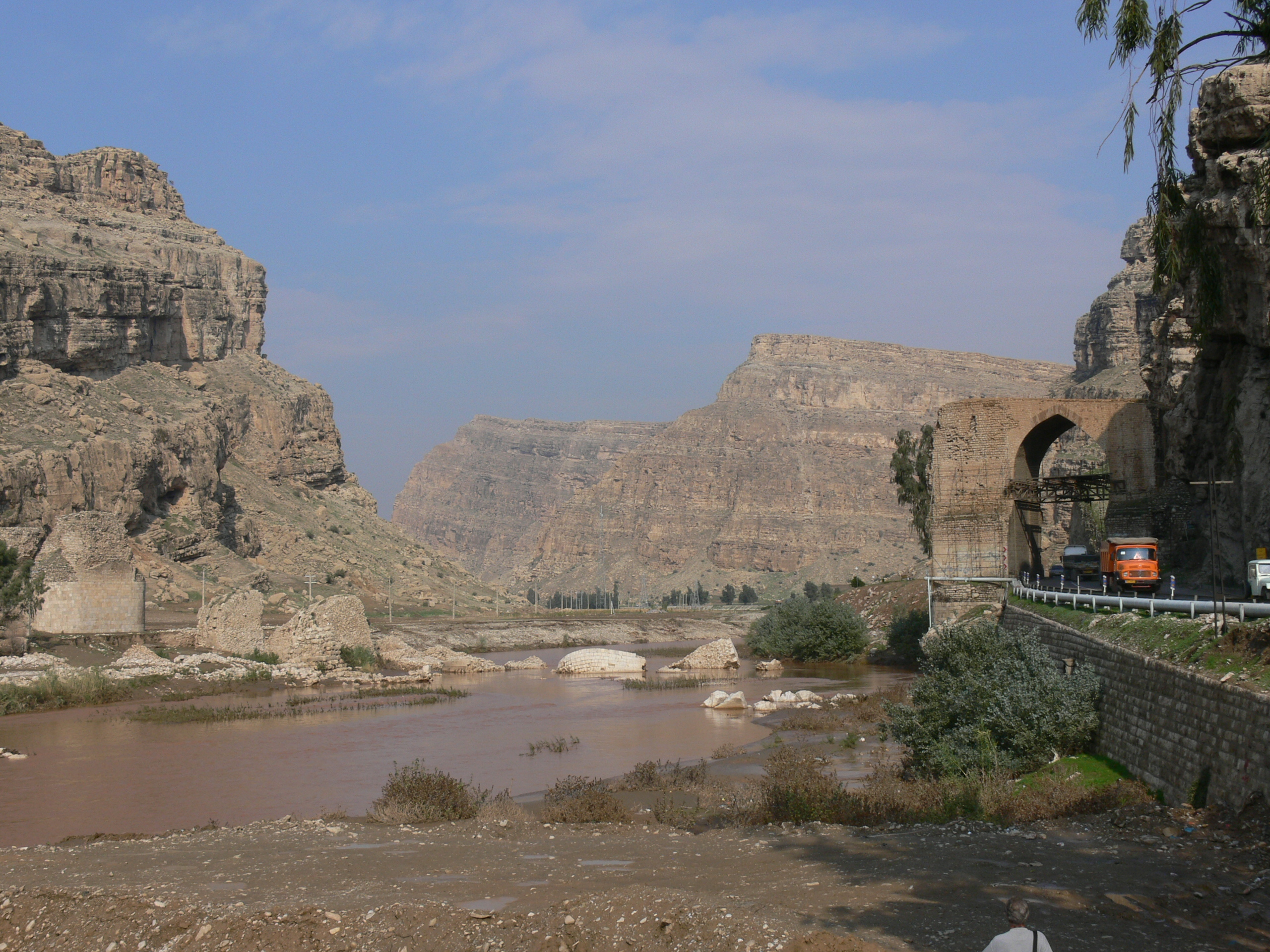
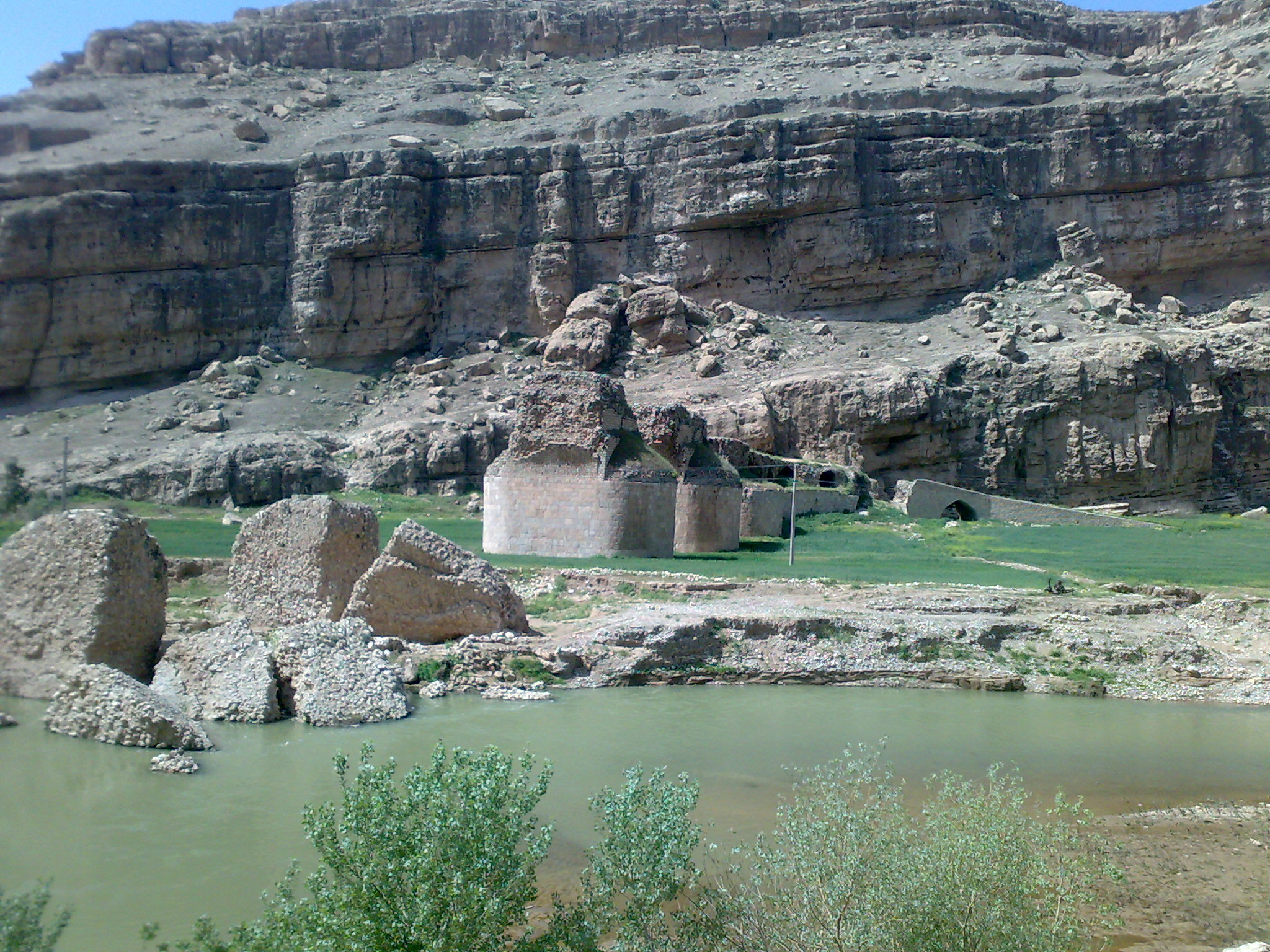